# 中华苏维埃共和国西北联邦
中华苏维埃共和国西北联邦，又称西北苏维埃联邦，是成立於1935年5月30日的政权。随之成立的是张国焘的中国共产党临时中央委员会，即“第二中央”。下辖格勒得沙共和国与博巴人民共和国两个少数民族政权。

## 沿革
1935年5月上旬，中国工农红军第四方面军实施了“土门战役”，突破了川军“土门封锁线”，进入茂县。1935年5月16日，张国焘组织红四方面军的高级干部在四川茂县城内召开会议。会议作出决定，在茂县组织成立“西北特委”和“西北联邦政府”，张国焘任西北特区书记和西北联邦政府主席。1935年6月，由洛甫（张闻天）、周恩来、毛泽东、朱德等领导的中央红军（红一方面军）与张国焘领导的红四方面军在四川懋功地区会师。当时的红四方面军有近八万人的强大实力，而红一方面军经过前一阶段的长征，只剩近一万人。会师后，张国焘取代周恩来出任红军总政委。因为张国焘坚决南下而中共中央坚持“北上路线”，中央红军与红四方面军再次分裂。
1935年10月5日，张国焘在四川马尔康县卓木碉的喇嘛庙召开卓木碉会议，出席会议的有张国焘、朱德、徐向前、陈昌浩、刘伯承、王树声、周纯全、李卓然、罗炳辉、余天云等军以上干部，大约四五十人，会议决定另立中共中央，张国焘任中央主席：
- “中国共产党临时中央委员会”（史称“第二中央”），单方面宣布任弼时、陈铁铮（即孔原，时在莫斯科任中共代表团代表）、陈绍禹、项英、陈云、曾洪易（原闽浙贑苏区特派员，1935年1月己被捕叛变）、朱阿根（即朱琪原江苏省委书记）、关向应、李立三、夏曦、朱德、张国焘、周纯全、陈昌浩、徐向前、陈毅、李先念、何畏、傅钟、何长工、李维汉、曾传六、王树声、周光坦、黄甦、彭德怀、徐彦刚（时己牺牲）、吴志明（即吴致民，中共鄂东南道委书记，时己牺牲）、肖克、王震、李卓然、罗炳辉、吴焕先（时己牺牲）、高敬亭、曾山、刘英、郑义斋、林彪为中央委员。[2]
- 任弼时、陈绍禹、项英、陈云、朱德、张国焘、陈昌浩、周纯全、徐向前、李维汉、曾传六、何长工（候补）、傅钟（候补）组织“中央政治局”[2]
- 以朱德、张国焘、陈昌浩、周纯全、徐向前组织“中央书记处”[2]
- 以朱德、张国焘、陈昌浩、徐向前、林彪、彭德怀、刘伯承、周纯全、倪志亮、王树声、董振堂组织军事委员会，以朱德、张国焘、徐向前、陈昌浩、周纯全为常务委员。张国焘任中央军事委员会主席[2]；朱德任红军总司令，陈昌浩任红军总政治委员，徐向前任红军副总司令，周纯全任红军总政治部主任，李卓然任红军总政治部副主任。
- 开除毛泽东、周恩来、博古、洛甫的党籍，将杨尚昆、叶剑英“免职查办”。

10月中旬，红军南下经过绥靖（金川县城老街），建立了大金川根据地。 1935年11月18日，“西北联邦政府”在绥靖恢复成立，邵式平任联邦政府主席，熊国炳、刘伯承、马显文（回族）、兰卡（藏族）四人任联邦政府副主席。
1935年10月，中共大金省委（后改名为金川省委）设立，同时中華蘇維埃政府格勒得沙共和国在西康绥靖城（今四川阿坝金川）建立。1936年5月5日，中華蘇維埃政府博巴人民共和国在西康甘孜（今四川甘孜）建立。这两个政权均隶属于中华苏维埃共和国西北联邦政府。
中华苏维埃共和国西北联邦政府设有：财政经济部、内务部、军事部、土地部、粮食部、劳动部、裁判部、教育部、少数民族部、保卫局及条例起草委员会和回民委员会。
1936年，中央红军在延安建立并巩固了根据地之后，南下期间损兵折将的张国焘被共产国际命令取消其“第二中央”。6月6日，张国焘被迫宣布取消“第二中央”。7月初，红二军团和红六军团与红四方面军在甘孜会师，二、六军团旋即组成红二方面军。7月1日以后，红四方面军与红二方面军陆续北上。中华苏维埃共和国西北联邦（包括格勒得沙共和国、博巴人民共和国）随之结束。